# بیل دلینگر
بیل دلینگر (انگلیسی: Bill Dellinger؛ زادهٔ ۲۳ مارس ۱۹۳۴) دونده دو نیمه‌استاقمت اهل ایالات متحده آمریکا است.
وی در مسابقات کشوری و بین‌المللی در مجموع برندهٔ ۱ مدال طلا، ۱ مدال برنز شده‌است.